# Holger Karp
Holger Karp (* 26. März 1971 in Osnabrück) ist ein ehemaliger deutscher Fußballspieler und gegenwärtiger -trainer.

## Karriere
Karp begann in Haste beim dort ansässigen Mehrspartenverein TuS Haste 01 mit dem Fußballspielen und wechselte im Verlauf zur Jugendabteilung des Osnabrücker SC. Dem Jugendalter entwachsen wurde er zur Saison 1990/91 vom Zweitligisten VfL Osnabrück verpflichtet. Als Offensiver Mittelfeldspieler debütierte er am 2. März 1991 (23. Spieltag) bei der 0:1-Niederlage im Auswärtsspiel gegen den FC Schalke 04 mit Einwechslung in der 86. Minute für Fred Klaus. In der Folgesaison kam er in 15 Punktspielen, zwei weniger als in seiner Premierensaison, in der Gruppe Nord der kurzfristig aufgeteilten 2. Bundesliga aufgrund der Beteiligung der Mannschaften aus der ehemaligen DDR, zum Einsatz. In der Abstiegsrunde konnte der Klassenverbleib soeben noch gesichert werden. Am Saisonende 1992/93, in der er in 30 Punktspielen sein erstes Tor erzielte (am 15. November 1992 (21. Spieltag) beim 3:2-Sieg im Auswärtsspiel gegen den VfB Oldenburg) stieg er mit seinem Verein in die drittklassige Oberliga Nord ab, aus der dieser sich für die neu geschaffene Regionalliga Nord qualifizierte. Mit dem dritten Platz nahm sein Verein an der Deutschen Amateurmeisterschaft 1994 teil, in der er in drei Spielen der Gruppe Nord mitwirkte und im Spiel gegen den 1. FC Union Berlin ein Tor erzielte. Am Ende der Regionalligasaison wurde erneut mit dem zweiten Platz die Teilnahme an der Deutschen Amateurmeisterschaft 1995 erreicht – und der Titel am 13. Juni im Stuttgarter Waldaustadion mit dem 4:2-Sieg n. V. über die Stuttgarter Kickers gewonnen. Nach seiner letzten Saison für die Osnabrücker wechselte er zum LR Ahlen.
Von 1996 bis 2000 bestritt er 127 Punktspiele in der Regionalliga West/Südwest. Mit dem zweiten Platz im Jahr 2000 war die Teilnahme an der Relegation zur 2. Bundesliga gesichert und danach der Aufstieg in die 2. Bundesliga 2000/01. In dieser Spielklasse kam Karp an den ersten drei Spieltagen zum Einsatz und erzielte am ersten, bei der 3:6-Niederlage im Heimspiel gegen den FC St. Pauli das Tor zum 1:1 per Strafstoß in der 28. Minute. Während der laufenden Saison erfolgte ein Wechsel zu Rot-Weiss Essen in die Regionalliga Nord. Nach 51 Punktspielen und 13 Toren verließ Harp die Mannschaft und schloss sich Eintracht Braunschweig in der 2. Bundesliga an, der aus dieser am Saisonende in die Regionalliga Nord abstieg. Zuvor 20 Punktspiele und ein Pokalspiel bestritten, kam er in dieser Spielklasse nur noch in fünf Punktspielen zum Einsatz, sowie in sechs für die zweite Mannschaft in der fünftklassigen Oberliga Niedersachsen/Bremen.
Es folgte eine Saison für die Sportfreunde Lotte in der fünftklassigen Oberliga Westfale, in der er in 31 Punktspielen drei Tore erzielte. Sein Verein danach war ab 1. Juli 2005 der SC Rieste aus dem gleichnamigen Ort im Landkreis Osnabrück.

## Erfolge
- Deutscher Amateurmeister 1995 (mit dem VfL Osnabrück)

## Trainerkarriere
Karp übernahm beim SSC Dodesheide seine erste Trainertätigkeit, die etwas mehr als fünf Jahre in Anspruch nahm. Am 1. Juli 2013 war er für den TuS Haste 01 tätig, bis er während der Saison 2014/15 sich von seiner Trainertätigkeit zurückzog. Es folgten ab 1. Juli 2015 sechs Jahre beim TSV Wallenhorst, bevor er nach einjähriger Vereinslosigkeit am 1. Juli 2022 den SV Quitt Ankum übernahm.